# Kid Chameleon
Kid Chameleon é um jogo eletrônico de plataforma de 1992 desenvolvido pela Sega Technical Institute e publicado pela Sega para o Mega Drive. Em outubro de 1992, a revista Mega inseriu o jogo em sua lista de melhores jogos de Mega Drive de todos os tempos, na posição 35.